# NGC 2010
NGC 2010 ist ein offener Sternhaufen der Großen Magellanschen Wolke im Sternbild Mensa. Das Objekt wurde am 12. November 1836 von John Herschel entdeckt.